# 石垣島ジンジャーエール
石垣島ジンジャーエール（いしがきじまジンジャーエール）とは、石垣島にある日本最南端の清涼飲料水製造所「石垣島ジンジャーエール工房」において生産されているジンジャーエールである。
2008年に石垣市内のメキシカンレストランにて製造を開始し、翌2009年春から販売を開始した。同年12月からは石垣島ジンジャーエール工房にて製造および販売を行っている。
原材料に、秋ウコン、島唐辛子、島胡椒、月桃の実など、島特産の香辛料や黒糖が使用されている。また、生姜やその他原材料も国産のものが使用され、酸化防止剤や香料は添加していない。カクテルの材料としても使用されている。